# El inventor de juegos (película)
El inventor de juegos, también conocida como The Games Maker, es una película argentina-canadiense coescrita y dirigida por Juan Pablo Buscarini y protagonizada por David Mazouz y Joseph Fiennes, junto a Tom Cavanagh, Valentina Lodovini, Edward Asner y Alejandro Awada. La película es una coproducción que también suma a Colombia e Italia.
The Games Maker o también conocido con el nombre del libro El Inventor de Juegos es un film creado íntegramente en Argentina por el director de cine Juan Pablo Buscarini. Es uno de los proyectos más ambiciosos que se han realizado en el país. Cuenta con un presupuesto aproximado de 6 millones de dólares, coproducción de Canadá e Italia, y equipo técnico internacional. El elenco de la película se completa con David Mazouz, los estadounidenses Ed Asner y Tom Cavanagh, la italiana Valentina Lodovini, y los argentinos Alejandro Awada y Vando Villamil. Filmada en su totalidad en estereoscopía, de la mano de los estereógrafos Francis Hanneman y Sebastián Tolosa, expertos en la tecnología utilizada para crear películas en 3D. Estrenada en toda Latinoamérica.
Está inspirada en la novela El inventor de juegos, un superventas de Pablo De Santis. Salvo por una escena, el film fue realizado por completo en localizaciones argentinas. Se estrenó el 3 de julio de 2014 en Argentina.

## Argumento
Iván Dragó, un niño que es hijo único y vive con sus padres, visita un parque de diversiones donde participa de  un desafío de arquería y recibe un historieta como premio de consolación. En la revista encuentra un anuncio de un concurso para inventar juegos de mesa. Iván envía varios proyectos que diseña y termina ganando el concurso. Recibe como premio un tatuaje temporario, que resultó ser permanente. Cuando su padre lo ve, decide contarle sobre su padre (es decir, sobre el abuelo de Iván), que es un famoso inventor de juegos pero con quien ha eliminado todo contacto.
Al día siguiente sus padres se suben a un globo aerostático para participar de una carrera, pero se extravían. Como consecuencia de ello, Iván queda huérfano y es enviado por una orden judicial a la Escuela Possum, un internado. Allí conoce a Anunciación, una niña que vive escondida dentro del edificio y con la que traba amistad. Al enterarse tras ver un anuncio en la televisión de que su abuelo Nicolás Dragó lo está buscando y quiere que lo visite en Zyl, planea su escape: junto con Anunciación organiza una búsqueda del tesoro para los estudiantes de Possum, la cual deriva en que el edificio -que estaba construido sobre un pantano- se hunda; gracias a ello Iván consigue escapar y toma un tren hasta Zyl, donde finalmente conoce a su abuelo. Durante el viaje, un guarda del tren le regala otra historieta en la que lee la historia del extravío de sus padres.
Aunque reacio al principio, su abuelo le termina contando a Iván la historia de Morodian: dado que su hijo -el padre de Iván- no tenía interés en convertirse en inventor de juegos, Nicolás adoptó a Morodian como su discípulo y continuador de su oficio; sin embargo, por una desgracia que padeció su padre en un laberinto y por las críticas que recibió por diseñar juegos de mesa tenebrosos, Morodian se enojó con Nicolás y decidió irse de Zyl para fundar la Compañía de Juegos Profundos, llevándose consigo una pieza de un rompecabezas que había creado el padre de Nicolás (bisabuelo de Iván), la cual es idéntica al tatuaje que Iván tiene. 
Sospechando que Morodian sabe del destino de sus padres, el niño visita la sede de su compañía, que es también la que publica las historietas que ha leído. Allí descubre que Morodian lo ha estado espiando desde hace años, y ha creado en un parque de diversiones una atracción basada en su vida, la cual, a su vez, ha sido secretamente influenciada por Morodian. Incluso Anunciación, su amiga de Possum, es secuestrada para ser parte de la atracción.
El inventor de juegos pone a Iván a trabajar para él en el diseño de nuevos juegos, pero el niño decide huir. Por ello le quita la pieza robada y la busca a Anunciación para fugarse juntos. Empero ella le informa que sus padres en realidad están vivos y que se encuentran en el parque de diversiones. Los niños rescatan a los padres de Iván, que estaban por ser arrojados a un tanque con tiburones, y escapan en un globo aerostático. 
En el epílogo se cuenta que Iván inventó un juego de mesa sobre su vida, el cual se convirtió en un éxito mundial y permitió revivir económicamente a Zyl.

## Reparto
- David Mazouz ... Iván Dragó
- Joseph Fiennes ... Morodian, un maestro inventor de juegos
- Tom Cavanagh ... el señor Dragó, padre de Iván
- Valentina Lodovini ... la señora Dragó, madre de Iván
- Edward Asner ... Nicolás Dragó, el abuelo de Iván
- Megan Charpentier ... Anunciación
- Alejandro Awada ... Gabler
- Vando Villamil ... Ramuz
- Robert Verlaque ... Principal Possum/Alcalde Possum (Possum es "Zarigüeya" en inglés)
- Nicolás Torcanowsky ... Obispo
- Albert Turner ... Dr. Zenia
- Juan Cruz Rolla ... Farrel
- Iván Maslíah ... Falso Iván
- Raymond Edward Lee ... Profesor Katz
- John Emmet Tracy ... Presentador/comentador de Zyl (voz)
- Paula Kohan... Engineer/Ingeniera
- Mike Clarke ... Narrador

## Producción
Salvo por una única escena, el film fue rodado por completo -durante 11 semanas- en locaciones de la Argentina. Si bien es un desarrollo argentino y 100 de los 116 integrantes del equipo técnico son de ese país, fue rodada originalmente con sus diálogos en inglés con el objetivo de facilitar su llegada a un mayor número de potenciales mercados. Su estreno ocurrió el 3 de julio de 2014, de manera simultánea en América Latina (excepto en Brasil, donde fue previsto hacerlo luego de que concluyera la Copa Mundial de Fútbol). Posteriormente se lanzó en Europa y, en septiembre de 2014, en el resto del mundo.
Posee una producción multinacional: Argentina, Canadá, Italia, Colombia, siendo las productoras responsables: Pampa Films, Benteveo Producciones y Telefe (Argentina), Sepia Films (Canadá), Dap Italy (Italia), 7GLAB (Colombia) y Orinoco Films (Venezuela). El costo del filme fue de 6 millones de dólares estadounidenses. Fue filmada totalmente en estereoscopía, una tecnología digital utilizada para crear películas en 3D.

### Locaciones

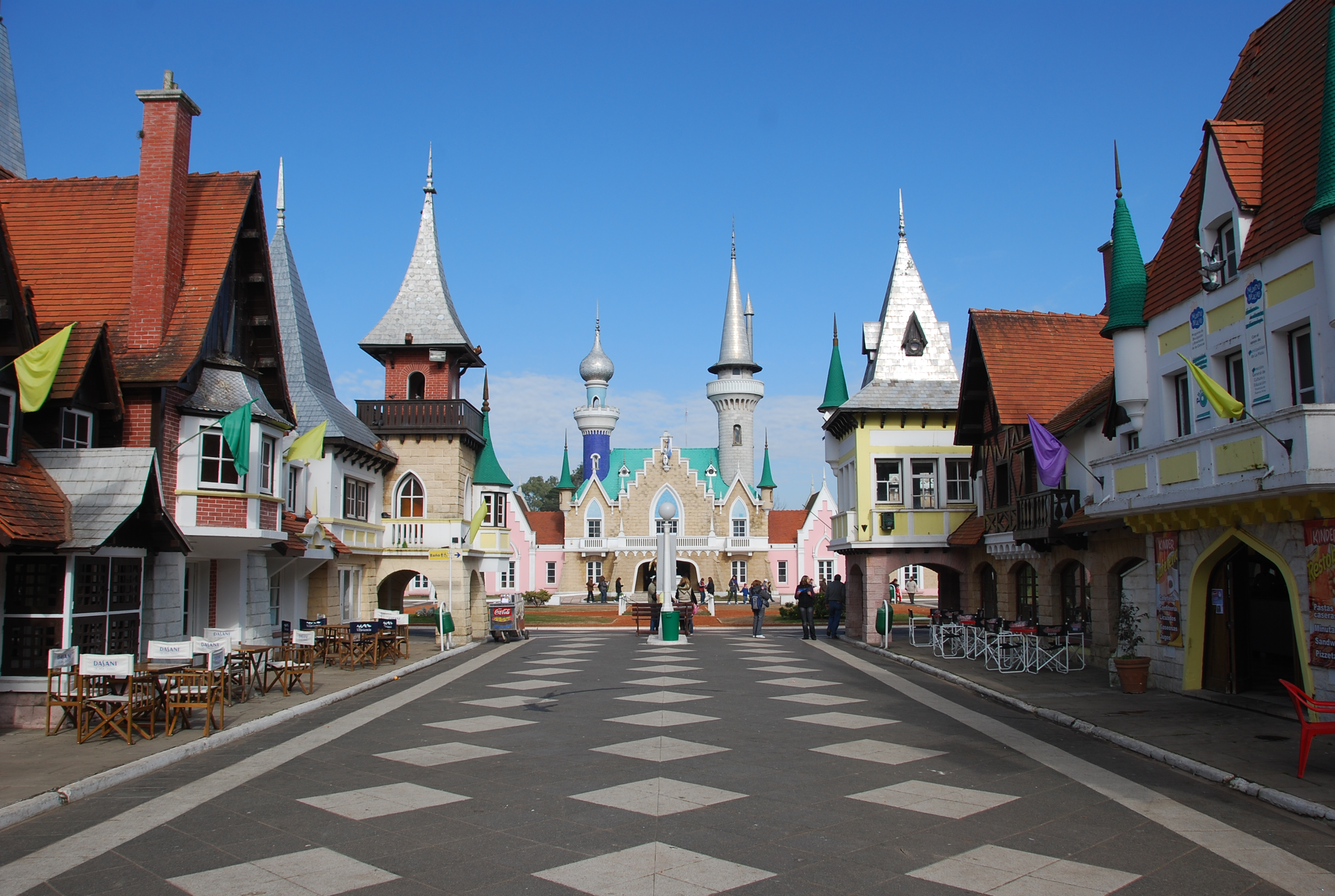
El parque temático y educativo argentino denominado República de los Niños fue la locaciones más utilizada para rodar esta película.

El film fue rodado en locaciones de la Argentina:
- En la ciudad de Buenos Aires:
  - Facultad de Derecho de la ciudad.
  - Parque 3 de Febrero (El Rosedal, Paseo Andaluz, etc.).
  - Colegio San Jose de la ciudad.

- En la provincia de Buenos Aires:
  - “República de los Niños”, un parque temático y educativo ubicado en el barrio Manuel Gonnet, de la ciudad de La Plata.[1]
  - Instituto María Antonio Loreto, situado en el km 38 de la Ruta 9, Benavídez.
  - Parque de la Costa, Tigre
  - Administración Nacional de Laboratorios e Institutos de Salud,  situado en Av. Velez Sarfield en el barrio porteño de Barracas

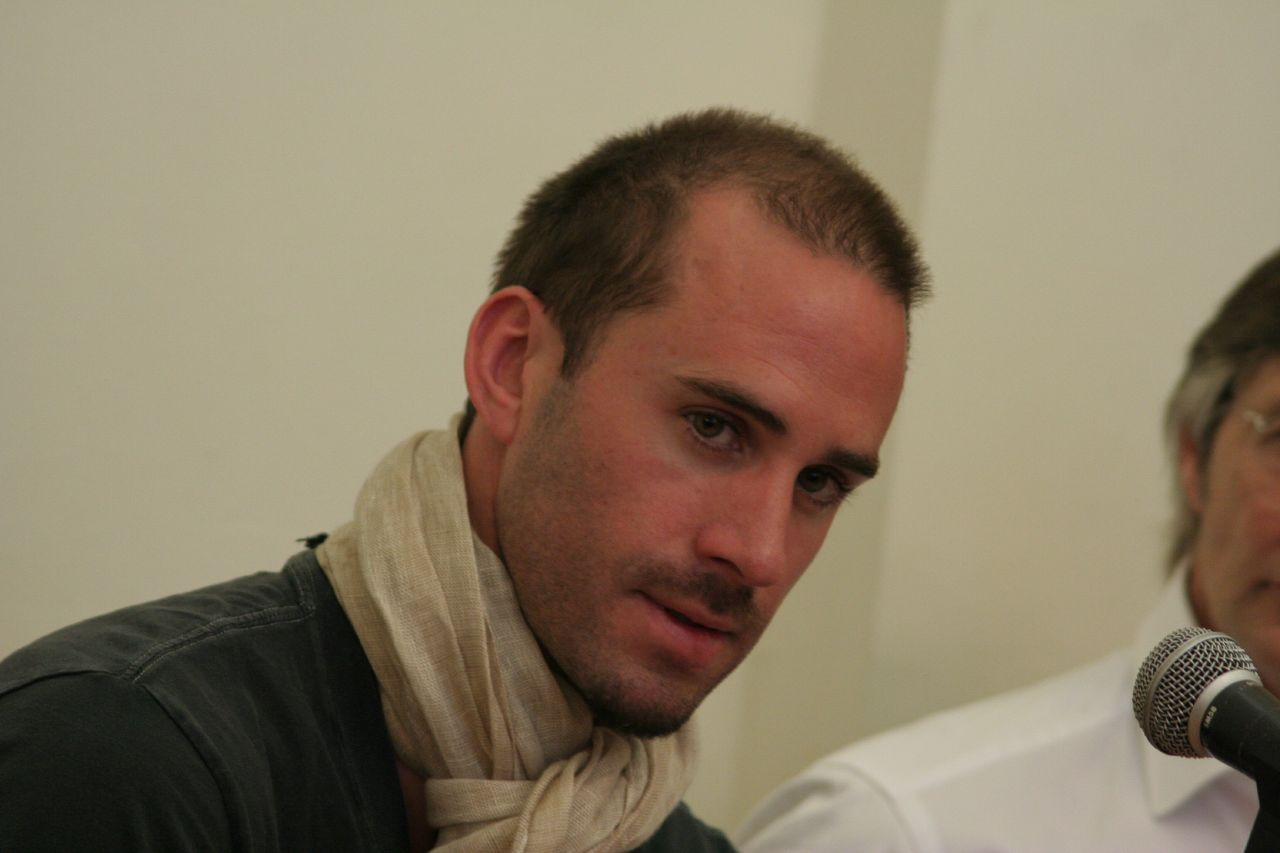
Joseph Fiennes es uno de los protagonistas de la película, donde interpreta a Morodian, el antagonista de Iván Dragó.

### Elenco
El filme posee un elenco internacional: lo encabezan el actor británico Joseph Fiennes (mundialmente conocido por encarnar en 1998 a William Shakespeare en Shakespeare enamorado). Los actores niños son David Mazouz (fue actor de la serie Touch y participa actualmente de la aclamada serie Gotham, donde interpreta al joven Bruce Wayne), quien protagoniza junto a Megan Charpentier. A los intérpretes estadounidenses Ed Asner y Tom Cavanagh (este último conocido por las series ‘‘Scrubs’’, ‘‘The Following’’ y "The Flash)", se suman la actriz italiana Valentina Lodovini y los actores argentinos Alejandro Awada, Paula Kohan y Vando Villamil; estos últimos interpretaron sus roles originalmente en inglés y luego se doblaron a sí mismos para la versión en español.

## Estreno
La película estrenó su primer fragmento (tráiler) a finales de enero de 2014. La película se estrenó el 3 y 4 de julio en toda Latinoamérica, menos Uruguay y Brasil que la estrenaron el 22 de agosto. En enero de 2015 participó en el festival de ceremonia de Sunadance. Entertainment One adquirió los derechos de la película para estrenarla en cines limitados de Canadá, su estreno fue el 13 de noviembre de 2015.

## Recepción
La película tuvo generalmente críticas positivas en Argentina, obteniendo un promedio general de aprobación del 67% en el sitio recopilador Todas Las Críticas.
La Nación le puso tres estrellas de cinco y la definió de la siguiente manera: "El inventor de juegos es, más allá de sus apuntados desniveles, una digna apuesta al cine de entretenimiento familiar".
En el sitio IMDb los usuarios le han dado un puntaje promedio actual de 5.6/10.
El crítico Hugo Zapata del sitio Cines Argentinos le dio un B+ a la película, diciendo: "(...) es un film ameno y entretenido que consiguió brindar una propuesta familiar bien realizada".
La película ganó 3 Premios Sur a Mejor Vestuario, Mejor Diseño de Producción y Mejor Dirección de Arte. La película también estaba nominada a diez de estos premios, siendo la segunda película más nominada para la entrega del año 2015, incluyendo Mejor Película y Mejor Director, categorías donde perdió contra Damián Szifron por Relatos salvajes.

## Taquilla
En menos de una semana, la película ya había recaudado más de 1 millón y medio de dólares en toda argentina. En diciembre de 2014 ya había recaudado 5.7 millones de dólares de un presupuesto de 6 millones. Se esperaba que luego de estrenarse en todo el mundo la película pudiera obtener una recaudación de 15 millones de dólares, sin embargo aún no hay cifras definitivas sobre su paso por la taquilla internacional, como demuestra el sitio especializado Box Office Mojo.

## Home Video
El 6 de mayo del 2015 la película se estrenó en formato DVD. Fue editada por Blushine SRL (The Walt Disney Company), el disco presenta zona 1 y 4, audio en inglés, español y portugués 2.0 y 5.1 y subtítulos en español, portugués y español para hipoaúsicos con presentación Widerscreen. Como extras tiene el tráiler del cine, Making of y Galería de fotos de la producción.
Había planes para editarse en Blu-ray, pero no pudo ser posible debido a lo costoso que es.